# BirdLife International
BirdLife International ist eine internationale Organisation zum Schutz von Vögeln, ihrer Lebensräume und der weltweiten Erhaltung der Artenvielfalt. Sitz von BirdLife International ist Cambridge im Vereinigten Königreich.

## Geschichte
Die Organisation wurde 1922 von den Ornithologen Thomas Gilbert Pearson und Jean Théodore Delacour unter der Bezeichnung International Committee for Bird Protection gegründet; 1928 wurde sie umbenannt in International Committee for Bird Preservation. Nach dem Zweiten Weltkrieg löste sich die Interessengruppe auf. In den 1960ern hieß sie International Council for Bird Preservation (ICBP, deutsch Internationaler Rat für Vogelschutz). 1983 wurde sie nach der Ernennung eines professionellen Direktors wieder aktiv, 1994 benannte sie sich in BirdLife International um. Heute zählt sie zu den angesehensten Organisationen des internationalen Naturschutzes. Sie ist offizieller Partner der IUCN.

## Organisation
BirdLife fungiert als ein Netzwerk nationaler Partnerorganisationen (NGOs). Neben dem globalen Sekretariat in Cambridge gibt es regionale BirdLife-Sekretariate auf allen Kontinenten. Das europäische Sekretariat befindet sich in Brüssel; von dort aus wird die Lobbyarbeit auf EU-Ebene in Brüssel und Straßburg koordiniert. An die nationalen Partner von BirdLife stellt das Netzwerk einige Grundanforderungen. Dazu gehören demokratische Organisationsstrukturen, Regierungsunabhängigkeit, klare Vogelschutzprogramme, eine den Zielen von BirdLife entsprechende ethische Ausrichtung, eine funktionierende Verwaltung der Finanzen und weitere Punkte.
BirdLife-Partnerorganisationen in Europa (Auswahl)
- Naturschutzbund Deutschland (NABU) in Deutschland
- BirdLife Schweiz in der Schweiz
- BirdLife Österreich in Österreich
- Royal Society for the Protection of Birds (RSPB) im Vereinigten Königreich
- Lega Italiana Protezione Uccelli (LIPU) in Italien
- Sveriges Ornitologiska Förening (SOF) in Schweden
- BirdLife Norge in Norwegen
- Sociedad Española de Ornitología (SEO) in Spanien
- BirdLife Malta in Malta
- Fuglavernd in Island
- BirdLife Suomi in Finnland
- Doğa Derneği (DD) in der Türkei
- BirdLife Zypern in Zypern

Birdlife-Partnerorganisationen weltweit (Auswahl)
- Royal Forest and Bird Protection Society of New Zealand (Forest & Bird) in Neuseeland
- Society for the Protection of Nature in Israel (SPNI) in Israel
- Aves & Conservación in Ecuador
- Bombay Natural History Society in Indien

Die Ehrenpräsidentin ist die japanische Prinzessin Takamado; zuvor war es Königin Nūr von Jordanien.

## Arbeit
Das internationale Motto lautet: Working together for birds and people. Ziel ist eine nachhaltige Nutzung natürlicher Ressourcen. BirdLife erarbeitet die Rote Liste gefährdeter Arten der Vögel auf globalem Level. Sie führt die weltweite Liste der Important Bird Areas (1979 als Erweiterung der EG-Vogelschutzrichtlinie entstanden), die auch Kriterium und Grundlage für die Erweiterung der Europäischen Vogelschutzgebiete BSG/SPA sind. Sie erstellt auch die Liste der Endemic Bird Areas (EBA) (deutsch: Gebiete endemischer Vögel) als besondere Kategorie schützenswerter Lebensräume von endemischen Vogelarten, die nur in einem begrenzten Bereichen vorkommen. Des Weiteren wird mit Hilfe der nationalen Partner die Europäische Rote Liste der Vögel erstellt, welche eine Bewertungs-Übersicht zum regionalen Aussterbe-Risiko aller 544 Vogelarten darstellt, welche in Europa natürlich oder regelmäßig vorkommen. Die von BirdLife International zum 4. Mal (1994, 2004, 2015 und 2021) durchgeführte Bewertung folgt dabei den Kriterien der Roten Liste der IUCN, welche von den nationalen Naturschutzorganisationen auf der regionalen Ebenen angewendet wird.
Seit 2004 gibt BirdLife International etwa vierjährlich den Report State of the World's Birds heraus, in dem gezeigt wird, was Vögel als „Barometer für die Gesundheit des Planeten“ über den Zustand der Natur und ihrer Bedrohungen aussagen können und welche Lösungen dafür erforderlich sind.
Seit 2007 rief die Organisation eine Patenschaft (die sog. Species Champions) für die global am stärksten gefährdeten Vogelarten (derzeit 190) ins Leben. Hiervon soll eine Signalwirkung für einen besseren Schutz dieser Vogelarten ausgehen, und die Unternehmen und Privatpersonen, welche sich engagieren wollen, sollen mit einbezogen werden. Dabei helfen die als Species Champions bezeichneten Paten bei der Finanzierung und Förderung von Maßnahmen für diese global bedrohte Vogelarten, bei der Förderung der Arten-Forschung und dem Naturschutz, sowie der Interessenvertretung in der Politik und der Kommunikation um sicherzustellen, dass keine Vogelart mehr aussterben muss.
In Deutschland arbeitet die Organisation eng mit dem NABU und dem Michael-Otto-Institut des NABU zusammen, welches die Aktivitäten des NABU für die Important Bird Areas leitet und die Zusammenarbeit mit den NABU Landesverbänden koordiniert (z. B. dem Landesbund für Vogelschutz Bayern (LBV) und dem Dachverband Deutscher Avifaunisten (DDA)) sowie den wissenschaftlichen Hintergrund liefert.
Am 15. September 2020 wurde die taiwanische Vogelschutzorganisation (中華民國野鳥學會) auf Druck der Volksrepublik China aus BirdLife International ausgeschlossen.